# Medizinisch-demographische Deutsch-Neuguinea-Expedition

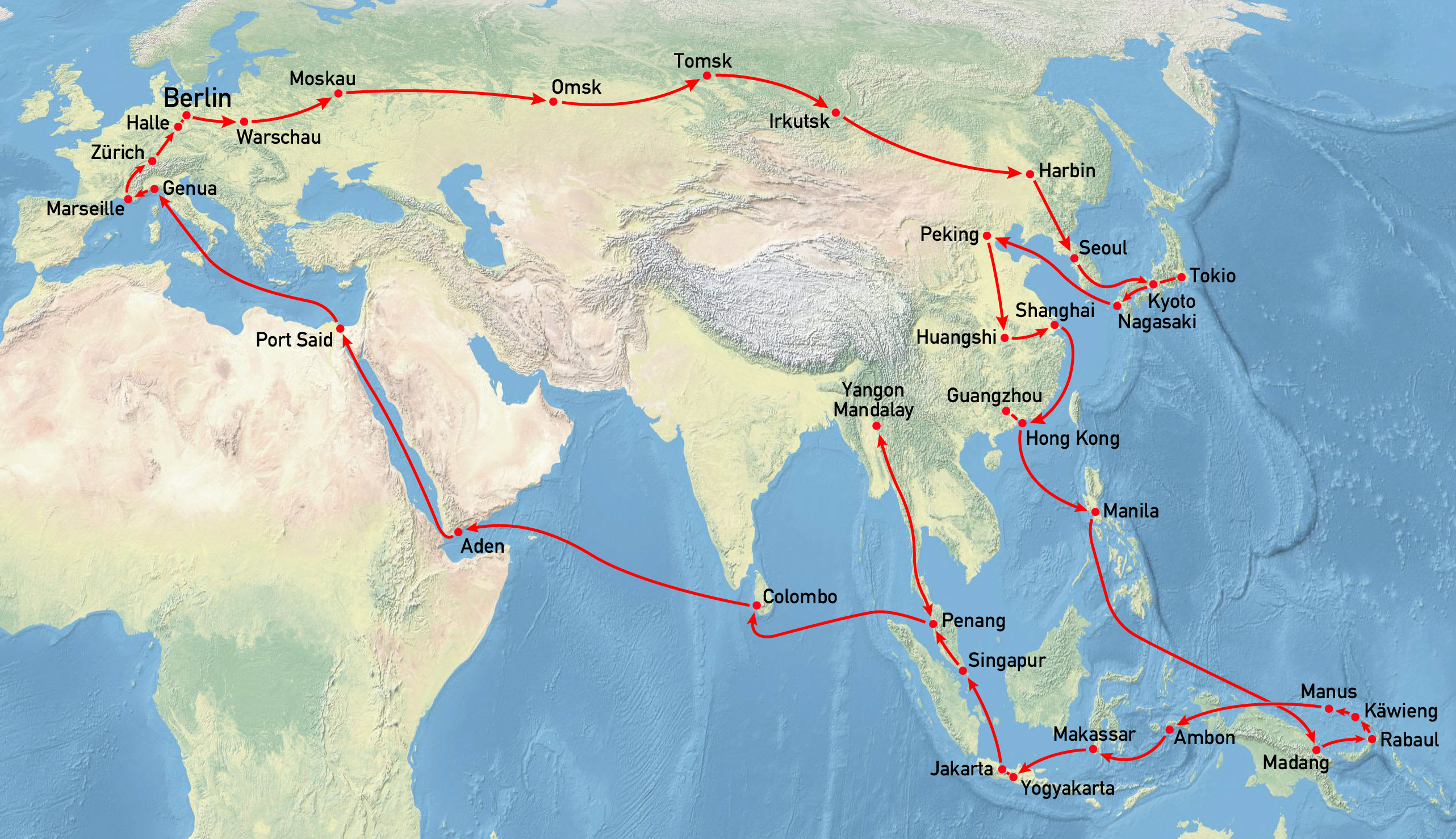
Exkursionsroute

Die Medizinisch-demographische Deutsch-Neuguinea-Expedition des Reichskolonialamtes war 1913/14 eine der letzten Expeditionen des Deutschen Kaiserreichs vor dem Ende der deutschen Kolonialzeit infolge des Ersten Weltkrieges. Medizinischer Zweck war die Erforschung der hohen Sterbequote der indigenen Bevölkerung in Deutsch-Neuguinea. Bekannter wurde diese Expedition kulturgeschichtlich als die Südseereise des deutsch-dänischen Malers Emil Nolde, dem seine demographische Arbeit weitgehend freigestellt war. Er schuf auf dieser Reise zahlreiche Aquarelle, Gemälde und kleinere hölzerne Skulpturen.

## Teilnehmer
Wissenschaftliche Leiter der Expedition waren die Professoren Alfred Leber (Leiter) und Ludwig Külz (Stellvertreter). Alfred Leber war Professor für Augenheilkunde an der Georg-August-Universität Göttingen und hatte bereits 1910/11 an der Expedition nach Samoa, Saipan und Sumatra teilgenommen. Er gilt heute als Begründer der Tropenophthalmologie in Deutschland. Professor Ludwig Külz war ein anerkannter Tropenmediziner, der bereits von 1902 bis 1905 als Arzt für die deutsche Kolonialverwaltung in der Kolonie Togo und später bis 1913 in der Kolonie Kamerun tätig gewesen war. Als Krankenschwester der Expedition wurde eine Nichte des Berliner Unternehmers und Kunstmäzens Eduard Arnhold auserkoren. Arnhold machte die Teilnahme seiner Nichte Gertrud Arnthal (1890–1914) davon abhängig, dass eine weitere Frau als Begleitperson an der Expedition teilnehmen würde. Als solche wurde die Ehefrau des für die Expedition vorgesehenen Malers Emil Nolde auserkoren; Ada Nolde geb. Adamine Frederike Vilstrup (1879–1946) war eine dänische Schauspielerin, die die Expedition auch als Fotografin dokumentierte.

## Expeditionsroute
Die Anreise der Teilnehmer Leber, Arnthal und der Eheleute Nolde erfolgte beginnend vom Bahnhof Berlin-Zoo über Moskau und die Transsibirische Eisenbahn im Oktober 1913 und beinhaltete eine Exkursion mit der Chinesischen Osteisenbahn von Harbin über die gesamte Koreanische Halbinsel weiter nach Japan und von dort über die großen Städte Chinas schließlich mit dem Reichspostdampfer Prinz Waldemar von Hongkong, Manila sowie die Inseln Yap und Maron nach Madang, damals Friedrichs-Wilhelmshafen. In Neuguinea wandte sich die Expedition zunächst nach Rabaul. Emil Nolde, der frühzeitig an einer Dysenterie schwer erkrankte, musste bald zurückbleiben und wurde, sobald er transportfähig war, von seiner Frau in das Hospital in Herbertshöhe gebracht. Er erreichte noch Kavieng und die Insel Manus, aber die Expedition als solche war gespalten. Gertrud Arnthal infizierte sich an Typhus und starb am 18. April in Rabaul.
Emil Nolde reiste im Mai 1914 weiter nach Indonesien und im Juni 1914 mit einem letzten Abstecher nach Burma weiter über Ceylon und den Sueskanal nach Port Said. Hier wurde der Reichspostdampfer Derfflinger durch die englische Blockade gestoppt. Noldes gelangten auf einem holländischen Schiff unter abenteuerlichen Umständen nach Genua und konnten von dort über die Schweiz und Berlin in ihr Haus auf Alsen zurückkehren. Die auf der Reise entstandenen Bilder und Zeichnungen Noldes werden mit den Südseebildern Paul Gauguins verglichen und prägen mit diesen seither die mitteleuropäische Vorstellungswelt.
Die Mediziner setzten ihren Teil der Expedition fort, die für Leber schicksalbestimmend wurde; er kam im Ersten Weltkrieg nicht nach Deutschland zurück und blieb in Niederländisch-Indien.